# Rabbit Hole (serie televisiva)
Rabbit Hole è una serie televisiva statunitense ideata da John Requa e Glenn Ficarra che ha debuttato su Paramount+ nel marzo 2023. La serie vede come protagonista Kiefer Sutherland (famoso per il ruolo di Jack Bauer in "24") nel ruolo di John Weir, un maestro della manipolazione nel mondo dello spionaggio aziendale.

## Trama
John Weir è un brillante maestro della manipolazione, specializzato in spionaggio aziendale e nella creazione di false realtà. Lavora con un piccolo team, orchestrando complessi inganni per i suoi clienti. Weir è un esperto nel capire e sfruttare le debolezze e i pregiudizi delle persone, usando la disinformazione per raggiungere i suoi scopi. La vita di Weir viene sconvolta quando si ritrova improvvisamente incastrato per l'omicidio di un funzionario governativo di alto profilo. Weir è costretto ad affrontare un'organizzazione estremamente potente e ben radicata, che ha la capacità di manipolare eventi su scala globale e di influenzare la percezione pubblica attraverso la disinformazione e la sorveglianza di massa.
Rabbit Hole è una corsa frenetica in cui un esperto di inganni si ritrova a essere ingannato, in una lotta per la sua vita e per la verità in un mondo dove la realtà stessa è diventata un'illusione.

## Episodi
| Stagione       | Episodi | Pubblicazione USA | Pubblicazione Italia |
| -------------- | ------- | ----------------- | -------------------- |
| Prima stagione | 8       | 2023              | 2023                 |

## Personaggi e interpreti

### Principali
- John Weir, interpretato da Kiefer Sutherland.
- Hailey Winton, interpretata da Meta Golding.
- Josephine "Jo" Madi, interpretata da Enid Graham.
- Edward Homm, interpretato da Rob Yang.
- Tirocinante, interpretato da Walt Klink.
- Dott. Ben Wilson, interpretato da Charles Dance.

## Produzione
Paramount+ ha ordinato per la prima volta una serie drammatica di spionaggio creata da Glenn Ficarra e John Requa e interpretata da Kiefer Sutherland dai CBS Studios nel maggio 2021, e il titolo della serie Rabbit Hole è stato annunciato nel febbraio 2022. Rob Yang è stato il primo co-protagonista aggiunto al cast, seguito da Charles Dance, Meta Golding, Enid Graham, Jason Butler Harner e Walt Klink. Anche Wendy Makkena si è unita al cast nel settembre 2022.
La serie è stata ispirata da thriller politici, tra cui I tre giorni del Condor, The Manchurian Candidate, Il maratoneta e Perché un assassinio, secondo Sutherland. Requa e Ficarra lo descrivono come un "thriller paranoico". 
La serie, ambientata a New York City, ha iniziato le riprese in Ontario nel maggio 2022, svolgendosi principalmente a Toronto con scene aggiuntive a Hamilton.

## Distribuzione
Il 9 gennaio 2023, al panel della Television Critics Association della Paramount+, è stato rivelato che la serie sarebbe stata presentata in anteprima il 26 marzo 2023. 
La serie ha esordito su Paramount Network negli Stati Uniti il 27 marzo 2023.

## Accoglienza

### Critica
Sull'aggregatore di recensioni Rotten Tomatoes la serie riceve il 64% delle recensioni professionali positive, Il consenso dei critici del sito web recita: "Sebbene Rabbit Hole cada in una svolta di troppo, Kiefer Sutherland rimane avvincente nel suo gradito ritorno al genere dello spionaggio". Su Metacritic ha un punteggio di 66 su 100 basato su 16 recensioni.